# 新格魯多克高地
新格魯多克高地是白俄羅斯的高地，位於格羅德諾州，屬於白俄羅斯嶺的一部分，長72公里、寬45至50公里，面積4,400平方公里，最高點海拔高度323米，該地區41%土地可用來耕作。